# رابرت برادوی
رابرت برادوی (انگلیسی: Robert A. Bradway) (زاده ۱۹۶۳) کارآفرین، بازرگان و مدیر ارشد اجرایی آمریکایی است، که در حال حاضر به‌عنوان رئیس هیئت مدیره و مدیرعامل شرکت امژن فعالیت می‌کند.